# Brigada 3 Infanterie Motorizată „Dacia”
Brigada 3 Infaterie Motorizată „Dacia” este o unitate militară din cadrul Forțelor Terestre ale Armatei Naționale a Republicii Moldova, dislocată la Cahul. Brigada nr. 3 Infanterie Motorizată „Dacia” este printre primele unități ale Armatei Naționale, depunând jurământul de credință Republicii Moldova și poporului său la 4 martie 1992. A fost formată din fostele unități sovietice din Cahul și Comrat. Brigada nr. 3 a participat la acțiunile militare din Transnistria din 1992, fiind printre primele unități angajate în luptă.